# 다니엘레 갈로파
다니엘레 갈로파(Daniele Galloppa, 1985년 5월 15일 ~ )는 이탈리아 출신의 전 축구 선수이다. 현역 시절 포지션은 미드필더였다. 현재 산타르칸젤로 칼초의 감독을 맡고 있다.